# Condiție la limită Robin
În matematică, o condiție la limită de tip Robin este impusă unei ecuații diferențiale ordinare sau unei ecuații cu derivate parțiale, astfel încât o combinație liniară dintre valorile și derivatele parțiale în direcție normală pe care soluția le ia de-a lungul limitei domeniului sunt fixe. În științe și inginerie, o condiție de limită Robin, numită astfel după Victor Gustave Robin, poate fi denumită și condiție la limită de tipul al treilea sau condiție la limită de tip Fourier. În anumite domenii, de exemplu în problemele de electromagnetism, condițiile la limită Robin mai sunt numite și condiții la limită de impedanță, iar în transmiterea căldurii condiții la limită convective/radiante.

## Definiție
Condițiile la limită Robin sunt o combinație ponderată de condiții la limită Dirichlet și condiții la limită Neumann. Acest lucru diferă de condițiile la limită mixte, care sunt condiții la limită de diferite tipuri, impuse pe diferite părți ale frontierei. 
Dacă Ω este domeniul pe care urmează să fie rezolvată ecuația dată și ∂Ω este frontiera domeniului, condiția la limită Robin este:
{\displaystyle au+b{\frac {\partial u}{\partial n}}=g\qquad {\text{pe }}\partial \Omega }
unde a și b sunt constante nenule, g este o funcție dată definită pe ∂Ω, u este soluția necunoscută definită pe Ω, iar ∂u/∂n este derivata parțială normală pe frontieră. În general, a și b pot fi și funcții (date), nu doar constante.
În unidimensional, dacă, de exemplu, Ω = [0,1], condiția la limită Robin devine condițiile:
{\displaystyle {\begin{aligned}au(0)-bu^{\prime }(0)&=g(0)\\au(1)+bu^{\prime }(1)&=g(1)\end{aligned}}}
De observat schimbarea semnului în fața termenului derivatei: asta pentru că normala la [0,1] în punctul 0 este în direcția negativă, în timp ce în punctul 1 este în direcția pozitivă.

## Aplicații
Condițiile la limită Robin sunt utilizate curent în rezolvarea problemelor Sturm–Liouville⁠(d) care apar în multe contexte în știință și inginerie.
În plus, condiția la limită Robin este o formă generală a condiției la limită izolatoare pentru ecuațiile de convecție-difuzie⁠(d). Pe frontieră suma fluxurilor convective și difuzive este nulă:
{\displaystyle u_{x}(0)\,c(0)-D{\frac {\partial c(0)}{\partial x}}=0}
unde D este coeficientul de difuzie, u este viteza convectivă la frontieră, iar c este concentrația masică sau molară. Termenul din membrul drept provine din a doua lege a lui Fick.